# Mautes
Mautes ist eine Gemeinde in Frankreich. Sie gehört zur Region Nouvelle-Aquitaine, zum Département Creuse, zum Arrondissement Aubusson und zum Kanton Aubusson. Sie grenzt im Norden an Lupersat und Sermur, im Osten an Lioux-les-Monges, im Süden an Saint-Bard und Saint-Oradoux-près-Crocq sowie im Westen an La Villetelle.

## Bevölkerungsentwicklung
| Jahr      | 1962 | 1968 | 1975 | 1982 | 1990 | 1999 | 2012 |
| --------- | ---- | ---- | ---- | ---- | ---- | ---- | ---- |
| Einwohner | 421  | 370  | 313  | 298  | 262  | 220  | 227  |